# Оливейра Шавес, Эдивалдо
Эдивалдо (Эдвалдо) Оливейра Шавес (порт.-браз. Edivaldo (Edvaldo) Oliveira Chaves; род. 4 августа 1958, Нилополис, Рио-де-Жанейро), более известный под именем Пита (порт.-браз. Pita) — бразильский футболист, полузащитник, и тренер.

## Карьера
Пита родился в Нилополисе, но вскоре его семья переехала в Кубатан, в нейборхуд Жардин Каскейро. Прозвище «Пита» Эдивалдо получил ещё в детстве: его мать хотела назвать сына Эпитасиу, сокращённо Пита. С ранних лет Пита помогал семье, продавая улиток на шоссе Аншиета, а в свободное время играл в футбол на пляже. В 1971 году он участвовал в футбольном турнире по пляжному футболу в городе Сантус. Там им заинтересовались скауты клуба «Португеза Сантиста», после чего он присоединился к этой команде. Там он провёл два года, прежде чем перешёл в клуб в «Сантос». На следующий год клуб, испытывающий серьёзный финансовый кризис, был вынужден изыскивать резервы внутри клуба. Главный тренер команды Формига пригласил в состав несколько игроков из «молодёжки»; среди них был и Пита. Этот состав команды назвали «деревенскими мальчиками». Но эта группа футболистов быстро добилась успеха, выиграв титул чемпиона штата. Лидером среди них был Клодоалдо. А в 1983 году клуб выиграл серебряные медали первенства.
В 1984 году Пита перешёл в клуб «Сан-Паулу», как часть сделки, в рамках которой в обратном направлении последовали Зе Сержио и Умберто. В следующем году он стал в составе команды чемпионом штата. Годом позже футболист выиграл титул чемпиона Бразилии, где игрок забил гол в финальной игре с клубом «Гуарани». Ещё через год игрок выиграл свой третий титул чемпиона Сан-Паулу. Футболист едва не покинул клуб из-за конфликта с главным тренером команды Силиньо, его удалось погасить только после вмешательства руководства «Сан-Паулу». Всего за «Триколор» игрок провёл 247 игра (115 побед, 84 ничьих и 48 поражений) и забил 46 голов. В 1988 году игрок уехал во французский «Страсбур», заплативший за трансфер бразильца 1 млн долларов. В дебютной игре его клуб проиграл «Расингу» со счётом 2:1. Всего за клуб он провёл за полтора сезона 23 матча и забил 8 голов. Затем игрок выступал в Японии, а завершил карьеру в клубе «Интернасьонал Лимейра».
С середины 1990-х футболист возглавлял юниорскую команду «Сан-Паулу». Когда во время одной из тренировок, игрок клуба Кака сделал удачное действие, Пита прокомментировал: «Этот будет новым Я». Другие игроки и представители тренерского штата начали смеяться. Но Пита, который обычно вообще никого не хвалил, был очень серьёзен. В 2007 году Пита руководил молодёжным составом клуба «Сан-Бенту». В 2012 году Пита был нанят работать скаутом клуба Сан-Паулу, но в январе 2016 года его уволили.

## Достижения
- Чемпион штата Сан-Паулу: 1978, 1985, 1987
- Чемпион Бразилии: 1986
- Чемпион Панамериканских игр: 1987

## Личная жизнь
Пита женат на Маргарет. У него трое детей — две девочки (старшая — Барбара) и мальчик Гильерме.
После завершения игровой карьеры, бывший футболист открыл автомагазин PITTAVEL в Сан-Паулу, который позже продал.